# Awjila
Awjila, Awjilah, Awgila, Awilen ou Awilan (en tifinagh:ⴰⵡⵊⵉⵍⴰ,arabe : أوجلة, amazigh : Awilen ou Iwjilen, latin : Augila) est une oasis et une ville située au nord-est de la Libye. On y parle toujours une langue berbère orientale, le tamazight d'Awjila.

## Géographie
Awjila est située en Cyrénaïque, entre Ajdabiya (environ 200 km au N.O.) et Koufra (environ 600 km au S.O.).
Awjila est environnée par plusieurs autres oasis : l'oasis de Jalo, qui se trouve à environ trente kilomètres au sud-ouest, l'oasis de Rasceda, située à une vingtaine de kilomètres à l'est-sud-est, et l'oasis de Jikharra, localisée à une trentaine de kilomètres au nord-est.

## Climat
Awjila possède un climat désertique chaud (classification de Köppen BWh) ; la température moyenne annuelle est de 22,0 °C. Au cours de l'année, il n'y a pratiquement aucune précipitation ; la moyenne des précipitations annuelles est de 19 mm.

## Histoire
Dans l'Antiquité, la région d'Awjila faisait partie du pays des Nasamons, un peuple berbère qui pratiquait le nomadisme entre le golfe de Syrte et l'oasis d'Awjila.
Awjila est mentionnée par le géographe grec Hérodote au Ve siècle av. J.-C.
Le géographe grec Strabon la mentionne au Ier siècle av. J.-C. sous le nom d'Augila ou Avgila (Αὔγιλα).
Conquise par les Arabes au VIIe siècle, lors de l'expansion islamique, la région d'Awjila est intégrée au califat omeyyade.
Au Xe siècle, Awjila est une ville-étape du califat fatimide située sur la route commerciale reliant Zawila au Caire.
Le mamelouk Sharaf al-Dīn Qarāqush, au service des Ayyoubides, s'en empare au XIIe siècle et y installe une petite garnison qui sera massacrée peu après son départ ; revenu à Awjila, Qarāqush fera exécuter en représailles 700 habitants.

## Patrimoine

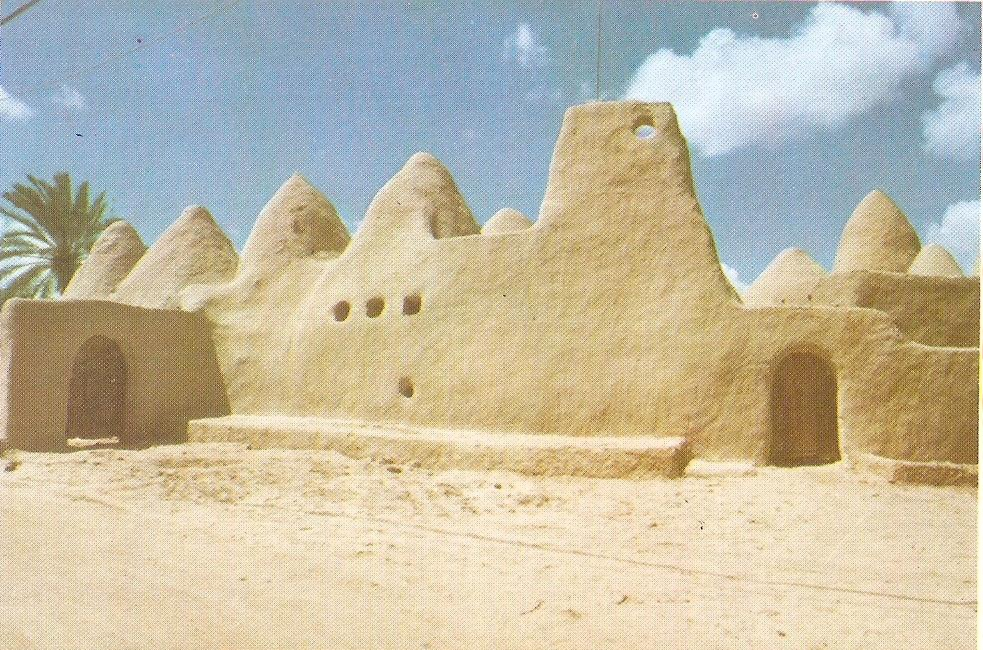
La mosquée d'Awjila.

La mosquée d'Awjila (en) (ou mosquée Al-Kabir), bâtie en terre crue et en calcaire, date du XIIe siècle. C'est l'une des plus anciennes mosquées du Sahara.